# Futebol na Universíada de Verão de 2011
O futebol na Universíada de Verão de 2011 foi disputado em sete sedes em Shenzhen, China, entre 11 de agosto e 22 de agosto de 2011.

## Sedes
As sedes foram:
- Shenzhen Stadium
- Estádio do Distrito de Bao’an.
- Estádio do Centro de Esportes da Cidade Universitária de Shenzhen
- Gramado da Pista de Atletismo da Universidade de Shenzhen
- Estádio da Politécnica de Shenzhen
- Centro Esportivo de Xixiang
- Estádio 1 da Escola de Esportes de Shenzhen

## Calendário
| Futebol   | Agosto | Agosto | Agosto | Agosto | Agosto | Agosto | Agosto | Agosto | Agosto | Agosto | Agosto | Agosto | Agosto |
| Futebol   | 11     | 12     | 13     | 14     | 15     | 16     | 17     | 18     | 19     | 20     | 21     | 22     | 23     |
| --------- | ------ | ------ | ------ | ------ | ------ | ------ | ------ | ------ | ------ | ------ | ------ | ------ | ------ |
| Masculino |        |        |        |        |        |        |        |        |        |        |        | 1      |        |
| Feminino  |        |        |        |        |        |        |        |        |        |        | 1      |        |        |

|  | Dia de competição |  | Dia de final |

## Medalhistas
| Evento    | Ouro | Prata | Bronze |
| --------- | --- | --- | --- |
| Masculino | JPN Japão Takuya Masuda Nagisa Sakurauchi Kazuki Oiwa Makoto Rindo Yusuke Higa Takahiro Nakazato Kohei Hattanda Kazuya Yamamura Takamitsu Tomiyama Yosuke Kawai Yuji Senuma Shun Takagi Masaki Miyasaka Yuichi Maruyama Mitsunari Musaka Akito Kawamoto Yosuke Yuzawa Shogo Taniguchi Nobuyuki Shiina Shuhei Akasaki | GBR Grã-Bretanha Danny Alcock Graeme Law Jonathan Else Scott McCubbin Ryan Batley Gary Warren Craig Moses Kieran Murphy Benjamin Pugh Mark Anderson Jack Winter Danny Sleath Nicholas Jupp Kyle Macaulay Andrew Cook Dominic Langdon Gavin Malin James Craigen Hector Mackie Thomas Thorley | BRA Brasil Carlos Nunes João Jordão Júnior Fernando Cunha Ítalo Silva Marcelo Silva Luiz Ciriaco Ronaldo Silva Thiago Florencio Anderson Silva André Santos João Sales Júnior Caio Melo Janderson Silva Liniker Aniceto Dennys Amorim Eduardo Carvalho Luiz Paixão Ramon Cruz Jefersom Berger     |
| Feminino  | CHN China Zhao Lili Xu Yanfen Guo Tianyi Wang Dongni Fan Tingting Bi Yan Wang Chen Li Wen Wang Shanshan Wang Lingling Zhao Rong Song Xiangjie Qu Shanshan Pang Fengyue Li Dongna Liu Jia Xing Wei Wang Fei Wang Shimeng                                                                                              | JPN Japão Mayu Funada Naoko Sakuramoto Momoko Sayama Rie Usui Aki Tago Shiho Kohata Natsuki Kishikawa Risa Ikadai Ami Otaki Hikari Nakade Kaoruko Suzuki Sakiko Ikeda Aya Noichi Marina Tanaka Izumi Osada Mayu Kubota Chiho Takahashi Ami Sugita Yuko Takeyama Takako Sugiyama             | BRA Brasil Domingias Vivioue Rozeane Souza Daiane Rodrigues Renata Diniz Karen Rocha Joice Costa Ketlen Wiggers Daniele Batista Débora Oliveira Thaís Guedes Mariel Anunciação Adriana Costa Giovanna Oliveira Aline Xavier Adriana Oliveira Marcela Leandro Camila Oliveira Charly Wendy Derrett |

## Masculino
Cada equipe de cada grupo jogou contra as outras equipes do seu grupo, todas contra todas. As duas melhores equipes de cada grupo classificaram-se as quartas-de-final, disputando do primeiro ao oitavo lugar. As equipes classificadas nos dois últimos lugares de cada grupo fizeram a disputa de nono até o décimo-sexto lugar.

### Fase preliminar
Grupo A
| Pos. |                   | CHN | KOR | COL                  | NAM                  | Pts | J | V | E | D | GF | GS | SG |
| ---- | ----------------- | --- | --- | -------------------- | -------------------- | --- | - | - | - | - | -- | -- | -- |
| 1    | KOR Coreia do Sul | 0–0 | —   | 4–1[ligação inativa] | 2–1                  | 7   | 3 | 2 | 1 | 0 | 6  | 2  | +4 |
| 2    | CHN China         | —   | 0–0 | 3–0                  | 1–1[ligação inativa] | 5   | 3 | 1 | 2 | 0 | 4  | 1  | +3 |
| 3    | NAM Namíbia       | 1–1 | 1–2 | 4–1                  | —                    | 4   | 3 | 1 | 1 | 1 | 6  | 4  | +2 |
| 4    | COL Colômbia      | 0–3 | 1–4 | —                    | 1–4                  | 0   | 3 | 0 | 0 | 3 | 2  | 11 | -9 |

Grupo B
| Pos. |             | UKR | BRA | RUS                  | MAS                  | Pts | J | V | E | D | GF | GS | SG |
| ---- | ----------- | --- | --- | -------------------- | -------------------- | --- | - | - | - | - | -- | -- | -- |
| 1    | RUS Rússia  | 1–0 | 1–1 | —                    | 2–0                  | 7   | 3 | 2 | 1 | 0 | 4  | 1  | +3 |
| 2    | BRA Brasil  | 2–1 | —   | 1–1[ligação inativa] | 2–1                  | 7   | 3 | 2 | 1 | 0 | 5  | 3  | +2 |
| 3    | UKR Ucrânia | —   | 1–2 | 0–1                  | 2–1[ligação inativa] | 3   | 3 | 1 | 0 | 2 | 3  | 4  | -1 |
| 4    | MAS Malásia | 1–2 | 1–2 | 0–2                  | —                    | 0   | 3 | 0 | 0 | 3 | 2  | 6  | -4 |

Grupo C
| Pos. |               | ITA | CZE | URU                  | THA                  | Pts | J | V | E | D | GF | GS | SG |
| ---- | ------------- | --- | --- | -------------------- | -------------------- | --- | - | - | - | - | -- | -- | -- |
| 1    | ITA Itália    | —   | 1–0 | 2–2                  | 2–0[ligação inativa] | 7   | 3 | 2 | 1 | 0 | 5  | 2  | +3 |
| 2    | URU Uruguai   | 2–2 | 3–2 | —                    | 2–2                  | 5   | 3 | 1 | 2 | 0 | 7  | 6  | +1 |
| 3    | THA Tailândia | 0–2 | 0–0 | 2–2                  | —                    | 2   | 3 | 0 | 2 | 1 | 2  | 4  | -2 |
| 4    | CZE Chéquia   | 0–1 | —   | 2–3[ligação inativa] | 0–0                  | 1   | 3 | 0 | 1 | 2 | 2  | 4  | -2 |

Grupo D
| Pos. |                  | JPN | GBR | CAN                  | GHA                  | Pts | J | V | E | D | GF | GS | SG |
| ---- | ---------------- | --- | --- | -------------------- | -------------------- | --- | - | - | - | - | -- | -- | -- |
| 1    | JPN Japão        | —   | 1–0 | 6–1                  | 2–2[ligação inativa] | 7   | 3 | 2 | 1 | 0 | 9  | 3  | +6 |
| 2    | GBR Grã-Bretanha | 0–1 | —   | 2–1[ligação inativa] | 1–0                  | 6   | 3 | 2 | 0 | 1 | 3  | 2  | +1 |
| 3    | GHA Gana         | 2–2 | 0–1 | 1–1                  | —                    | 2   | 3 | 0 | 2 | 1 | 3  | 4  | -1 |
| 4    | CAN Canadá       | 1–6 | 1–2 | —                    | 1–1                  | 1   | 3 | 0 | 1 | 2 | 3  | 9  | -6 |

### Fase final

#### Final
|  | Quartas-de-final  | Quartas-de-final       |            |            | Semifinais                   | Semifinais                   |  |  | Disputa da medalha de ouro | Disputa da medalha de ouro |
|  |                   |                        |            |            |                              |                              |  |  |                            |                            |
|  | Relatório         |                        |            |            |                              |                              |  |  |                            |                            |
|  |                   |                        |            |            |                              |                              |  |  |                            |                            |
|  | JPN Japão         | 3                      |            |            |                              |                              |  |  |                            |                            |
|  | JPN Japão         | 3                      | Relatório  |            |                              |                              |  |  |                            |                            |
|  | CHN China         | 2                      |            |            |                              |                              |  |  |                            |                            |
|  | CHN China         | 2                      | JPN Japão  | 4          |                              |                              |  |  |                            |                            |
|  | Relatório         |                        | JPN Japão  | 4          |                              |                              |  |  |                            |                            |
|  |                   | RUS Rússia             | 1          |            |                              |                              |  |  |                            |                            |
|  | RUS Rússia (pen)  | RUS Rússia             | 1          | 0 (5)      |                              |                              |  |  |                            |                            |
|  | RUS Rússia (pen)  |                        | Relatório  | 0 (5)      |                              |                              |  |  |                            |                            |
|  | URU Uruguai       | 0 (4)                  |            |            |                              |                              |  |  |                            |                            |
|  | URU Uruguai       | 0 (4)                  | JPN Japão  | 2          |                              |                              |  |  |                            |                            |
|  | Relatório         |                        | JPN Japão  | 2          |                              |                              |  |  |                            |                            |
|  |                   | GBR Grã-Bretanha       | 0          |            |                              |                              |  |  |                            |                            |
|  | ITA Itália        | GBR Grã-Bretanha       | 0          | 0          |                              |                              |  |  |                            |                            |
|  | ITA Itália        | Relatório              |            | 0          |                              |                              |  |  |                            |                            |
|  | BRA Brasil        | 1                      |            |            |                              |                              |  |  |                            |                            |
|  | BRA Brasil        | 1                      | BRA Brasil | 0 (3)      | Disputa da medalha de bronze | Disputa da medalha de bronze |  |  |                            |                            |
|  | Relatório         |                        | BRA Brasil | 0 (3)      | Disputa da medalha de bronze | Disputa da medalha de bronze |  |  |                            |                            |
|  |                   | GBR Grã-Bretanha (pen) | 0 (4)      |            |                              |                              |  |  |                            |                            |
|  | KOR Coreia do Sul | GBR Grã-Bretanha (pen) | 0 (4)      | 0          | RUS Rússia                   | 0                            |  |  |                            |                            |
|  | KOR Coreia do Sul |                        |            | 0          | RUS Rússia                   | 0                            |  |  |                            |                            |
|  | GBR Grã-Bretanha  | 1                      |            | BRA Brasil | 2                            |                              |  |  |                            |                            |
|  | GBR Grã-Bretanha  | 1                      |            |            | 2                            |                              |  |  |                            |                            |
|  |                   |                        |            |            |                              |                              |  |  | Relatório                  |                            |
|  |                   |                        |            |            |                              |                              |  |  |                            |                            |

#### Disputa do 5º ao 8º lugar
|  | Disputa do 5º ao 8º lugar | Disputa do 5º ao 8º lugar |       |           | Disputa do 5º e 6º lugar | Disputa do 5º e 6º lugar |  |
|  |                           |                           |       |           |                          |                          |  |
|  | Relatório                 |                           |       |           |                          |                          |  |
|  | CHN China                 | 0 (7)                     |       |           |                          |                          |  |
|  | URU Uruguai (pen)         | 0 (8)                     |       |           |                          |                          |  |
|  |                           |                           |       |           |                          |                          |  |
|  |                           |                           |       |           | Relatório                |                          |  |
|  |                           |                           |       |           | URU Uruguai              | 0 (0)                    |  |
|  |                           | KOR Coreia do Sul (pen)   | 0 (3) |           |                          |                          |  |
|  |                           |                           |       |           |                          |                          |  |
|  |                           |                           |       |           |                          |                          |  |
|  |                           |                           |       |           | Disputa do 7º e 8º lugar |                          |  |
|  | Relatório                 | Relatório                 |       | Relatório | Relatório                |                          |  |
|  | ITA Itália                | 0                         |       | CHN China | 1                        |                          |  |
|  | KOR Coreia do Sul         | 1                         |       |           | ITA Itália               | 0                        |  |

#### Disputa do 9º ao 12º lugar
|  | Preliminar        | Preliminar         |             |             | Disputa do 9º ao 12º lugar | Disputa do 9º ao 12º lugar |  |  | Disputa do 9º e 10º lugar | Disputa do 9º e 10º lugar |
|  |                   |                    |             |             |                            |                            |  |  |                           |                           |
|  | Relatório         |                    |             |             |                            |                            |  |  |                           |                           |
|  |                   |                    |             |             |                            |                            |  |  |                           |                           |
|  | NAM Namíbia       | 3 (3)              |             |             |                            |                            |  |  |                           |                           |
|  | NAM Namíbia       | 3 (3)              | Relatório   |             |                            |                            |  |  |                           |                           |
|  | CAN Canadá (pen)  | 3 (5)              |             |             |                            |                            |  |  |                           |                           |
|  | CAN Canadá (pen)  | 3 (5)              | CAN Canadá  | 5           |                            |                            |  |  |                           |                           |
|  | Relatório         |                    | CAN Canadá  | 5           |                            |                            |  |  |                           |                           |
|  |                   | MAS Malásia        | 1           |             |                            |                            |  |  |                           |                           |
|  | THA Tailândia     | MAS Malásia        | 1           | 1 (3)       |                            |                            |  |  |                           |                           |
|  | THA Tailândia     |                    | Relatório   | 1 (3)       |                            |                            |  |  |                           |                           |
|  | MAS Malásia (pen) | 1 (4)              |             |             |                            |                            |  |  |                           |                           |
|  | MAS Malásia (pen) | 1 (4)              | CAN Canadá  | 1           |                            |                            |  |  |                           |                           |
|  | Relatório         |                    | CAN Canadá  | 1           |                            |                            |  |  |                           |                           |
|  |                   | COL Colômbia       | 0           |             |                            |                            |  |  |                           |                           |
|  | UKR Ucrânia       | COL Colômbia       | 0           | 0           |                            |                            |  |  |                           |                           |
|  | UKR Ucrânia       | Relatório          |             | 0           |                            |                            |  |  |                           |                           |
|  | CZE Chéquia       | 1                  |             |             |                            |                            |  |  |                           |                           |
|  | CZE Chéquia       | 1                  | CZE Chéquia | 1 (4)       | Disputa do 11º e 12º lugar | Disputa do 11º e 12º lugar |  |  |                           |                           |
|  | Relatório         |                    | CZE Chéquia | 1 (4)       | Disputa do 11º e 12º lugar | Disputa do 11º e 12º lugar |  |  |                           |                           |
|  |                   | COL Colômbia (pen) | 1 (5)       |             |                            |                            |  |  |                           |                           |
|  | GHA Gana          | COL Colômbia (pen) | 1 (5)       | 1           | MAS Malásia                | 0                          |  |  |                           |                           |
|  | GHA Gana          |                    |             | 1           | MAS Malásia                | 0                          |  |  |                           |                           |
|  | COL Colômbia      | 2                  |             | CZE Chéquia | 5                          |                            |  |  |                           |                           |
|  | COL Colômbia      | 2                  |             |             | 5                          |                            |  |  |                           |                           |
|  |                   |                    |             |             |                            |                            |  |  | Relatório                 |                           |
|  |                   |                    |             |             |                            |                            |  |  |                           |                           |

#### Disputa do 13º ao 16º lugar
|  | Disputa do 13º ao 16º lugar | Disputa do 13º ao 16º lugar |       |             | Disputa do 13º e 14º lugar | Disputa do 13º e 14º lugar |  |
|  |                             |                             |       |             |                            |                            |  |
|  | Relatório                   |                             |       |             |                            |                            |  |
|  | NAM Namíbia                 | 0                           |       |             |                            |                            |  |
|  | THA Tailândia               | 1                           |       |             |                            |                            |  |
|  |                             |                             |       |             |                            |                            |  |
|  |                             |                             |       |             | Relatório                  |                            |  |
|  |                             |                             |       |             | THA Tailândia (pen)        | 1 (6)                      |  |
|  |                             | UKR Ucrânia                 | 1 (5) |             |                            |                            |  |
|  |                             |                             |       |             |                            |                            |  |
|  |                             |                             |       |             |                            |                            |  |
|  |                             |                             |       |             | Disputa do 15º e 16º lugar |                            |  |
|  | Relatório                   | Relatório                   |       | Relatório   | Relatório                  |                            |  |
|  | UKR Ucrânia                 | 2                           |       | NAM Namíbia | 0                          |                            |  |
|  | GHA Gana                    | 1                           |       |             | GHA Gana                   | 2                          |  |

### Classificação final
| Pos.              | Equipe            |
| ----------------- | ----------------- |
| Medalha de ouro   | JPN Japão         |
| Medalha de prata  | GBR Grã-Bretanha  |
| Medalha de bronze | BRA Brasil        |
| 4                 | RUS Rússia        |
| 5                 | KOR Coreia do Sul |
| 6                 | URU Uruguai       |
| 7                 | CHN China         |
| 8                 | ITA Itália        |
| 9                 | CAN Canadá        |
| 10                | COL Colômbia      |
| 11                | CZE Chéquia       |
| 12                | MAS Malásia       |
| 13                | THA Tailândia     |
| 14                | UKR Ucrânia       |
| 15                | GHA Gana          |
| 16                | NAM Namíbia       |

## Feminino

### Fase preliminar
Grupo A
| Pos. |                  | CHN | GBR                  | CAN                  | TPE                  | Pts | J | V | E | D | GF | GS | SG |
| ---- | ---------------- | --- | -------------------- | -------------------- | -------------------- | --- | - | - | - | - | -- | -- | -- |
| 1    | CHN China        | —   | 3–2                  | 1–0                  | 2–0[ligação inativa] | 9   | 3 | 3 | 0 | 0 | 6  | 2  | +4 |
| 2    | CAN Canadá       | 0–1 | 2–0                  | —                    | 3–0                  | 6   | 3 | 2 | 0 | 1 | 5  | 1  | +4 |
| 3    | GBR Grã-Bretanha | 2–3 | —                    | 0–2[ligação inativa] | 1–1                  | 1   | 3 | 0 | 1 | 2 | 3  | 6  | -3 |
| 4    | TPE Taipé Chinês | 0–2 | 1–1[ligação inativa] | 0–3                  | —                    | 1   | 3 | 0 | 1 | 2 | 1  | 6  | -5 |

Grupo B
| Pos. |                   | KOR | RUS | MEX                  | RSA                  | Pts | J | V | E | D | GF | GS | SG |
| ---- | ----------------- | --- | --- | -------------------- | -------------------- | --- | - | - | - | - | -- | -- | -- |
| 1    | KOR Coreia do Sul | —   | 1–0 | 1–1                  | 4–2[ligação inativa] | 7   | 3 | 2 | 1 | 0 | 6  | 3  | +3 |
| 2    | RUS Rússia        | 0–1 | —   | 0–0[ligação inativa] | 3–0                  | 4   | 3 | 1 | 1 | 1 | 3  | 1  | +2 |
| 3    | MEX México        | 1–1 | 0–0 | —                    | 4–4                  | 3   | 3 | 0 | 3 | 0 | 5  | 5  | 0  |
| 4    | RSA África do Sul | 2–4 | 0–3 | 4–4                  | —                    | 1   | 3 | 0 | 1 | 2 | 6  | 11 | -5 |

Grupo C
| Pos. |             | JPN                  | FRA                  | BRA                  | EST                  | Pts | J | V | E | D | GF | GS | SG  |
| ---- | ----------- | -------------------- | -------------------- | -------------------- | -------------------- | --- | - | - | - | - | -- | -- | --- |
| 1    | BRA Brasil  | 3–1[ligação inativa] | 2–0                  | —                    | 5–1                  | 9   | 3 | 3 | 0 | 0 | 10 | 2  | +8  |
| 2    | JPN Japão   | —                    | 2–0                  | 1–3                  | 3–0[ligação inativa] | 6   | 3 | 2 | 0 | 1 | 6  | 3  | +3  |
| 3    | FRA França  | 0–2                  | —                    | 0–2[ligação inativa] | 4–1                  | 3   | 3 | 1 | 0 | 2 | 4  | 5  | -1  |
| 4    | EST Estônia | 0–3                  | 1–4[ligação inativa] | 1–5                  | —                    | 0   | 3 | 0 | 0 | 3 | 2  | 12 | -10 |

### Fase final

#### Final
|  | Quartas-de-final  | Quartas-de-final |                 |            | Semifinais                   | Semifinais                   |  |  | Disputa da medalha de ouro | Disputa da medalha de ouro |
|  |                   |                  |                 |            |                              |                              |  |  |                            |                            |
|  | Relatório         |                  |                 |            |                              |                              |  |  |                            |                            |
|  |                   |                  |                 |            |                              |                              |  |  |                            |                            |
|  | CHN China         | 4                |                 |            |                              |                              |  |  |                            |                            |
|  | CHN China         | 4                | Relatório       |            |                              |                              |  |  |                            |                            |
|  | RUS Rússia        | 1                |                 |            |                              |                              |  |  |                            |                            |
|  | RUS Rússia        | 1                | CHN China (pen) | 1 (4)      |                              |                              |  |  |                            |                            |
|  | Relatório         |                  | CHN China (pen) | 1 (4)      |                              |                              |  |  |                            |                            |
|  |                   | BRA Brasil       | 1 (3)           |            |                              |                              |  |  |                            |                            |
|  | MEX México        | BRA Brasil       | 1 (3)           | 1 (1)      |                              |                              |  |  |                            |                            |
|  | MEX México        |                  | Relatório       | 1 (1)      |                              |                              |  |  |                            |                            |
|  | BRA Brasil (pen)  | 1 (3)            |                 |            |                              |                              |  |  |                            |                            |
|  | BRA Brasil (pen)  | 1 (3)            | CHN China (pro) | 2          |                              |                              |  |  |                            |                            |
|  | Relatório         |                  | CHN China (pro) | 2          |                              |                              |  |  |                            |                            |
|  |                   | JPN Japão        | 1               |            |                              |                              |  |  |                            |                            |
|  | CAN Canadá        | JPN Japão        | 1               | 0          |                              |                              |  |  |                            |                            |
|  | CAN Canadá        | Relatório        |                 | 0          |                              |                              |  |  |                            |                            |
|  | JPN Japão         | 6                |                 |            |                              |                              |  |  |                            |                            |
|  | JPN Japão         | 6                | JPN Japão       | 3          | Disputa da medalha de bronze | Disputa da medalha de bronze |  |  |                            |                            |
|  | Relatório         |                  | JPN Japão       | 3          | Disputa da medalha de bronze | Disputa da medalha de bronze |  |  |                            |                            |
|  |                   | FRA França       | 2               |            |                              |                              |  |  |                            |                            |
|  | FRA França        | FRA França       | 2               | 2          | BRA Brasil                   | 4                            |  |  |                            |                            |
|  | FRA França        |                  |                 | 2          | BRA Brasil                   | 4                            |  |  |                            |                            |
|  | KOR Coreia do Sul | 1                |                 | FRA França | 1                            |                              |  |  |                            |                            |
|  | KOR Coreia do Sul | 1                |                 |            | 1                            |                              |  |  |                            |                            |
|  |                   |                  |                 |            |                              |                              |  |  | Relatório                  |                            |
|  |                   |                  |                 |            |                              |                              |  |  |                            |                            |

#### Disputa do 5º ao 8º lugar
|  | Disputa do 5º ao 8º lugar | Disputa do 5º ao 8º lugar |   |            | Disputa do 5º e 6º lugar | Disputa do 5º e 6º lugar |  |
|  |                           |                           |   |            |                          |                          |  |
|  | Relatório                 |                           |   |            |                          |                          |  |
|  | RUS Rússia                | 1                         |   |            |                          |                          |  |
|  | MEX México                | 0                         |   |            |                          |                          |  |
|  |                           |                           |   |            |                          |                          |  |
|  |                           |                           |   |            | Relatório                |                          |  |
|  |                           |                           |   |            | RUS Rússia               | 0                        |  |
|  |                           | CAN Canadá                | 1 |            |                          |                          |  |
|  |                           |                           |   |            |                          |                          |  |
|  |                           |                           |   |            |                          |                          |  |
|  |                           |                           |   |            | Disputa do 7º e 8º lugar |                          |  |
|  | Relatório                 | Relatório                 |   | Relatório  | Relatório                |                          |  |
|  | CAN Canadá                | 3                         |   | MEX México | 2                        |                          |  |
|  | KOR Coreia do Sul         | 2                         |   |            | KOR Coreia do Sul        | 3                        |  |

#### Disputa do 9º ao 12º lugar
| Pos. |                   | GBR | TPE | RSA | EST | Pts | J | V | E | D | GF | GS | SG |
| ---- | ----------------- | --- | --- | --- | --- | --- | - | - | - | - | -- | -- | -- |
| 1    | GBR Grã-Bretanha  | —   | 1–1 | 2–1 | 1–0 | 7   | 3 | 2 | 1 | 0 | 4  | 2  | +2 |
| 2    | TPE Taipé Chinês  | 1–1 | —   | 0–0 | 3–0 | 5   | 3 | 1 | 2 | 0 | 4  | 1  | +3 |
| 3    | RSA África do Sul | 1–2 | 0–0 | —   | 1–0 | 4   | 3 | 1 | 1 | 1 | 2  | 2  | 0  |
| 4    | EST Estônia       | 0–1 | 0–3 | 0–1 | —   | 0   | 3 | 0 | 0 | 3 | 0  | 5  | -5 |

### Classificação final
| Pos.              | Equipe            |
| ----------------- | ----------------- |
| Medalha de ouro   | CHN China         |
| Medalha de prata  | JPN Japão         |
| Medalha de bronze | BRA Brasil        |
| 4                 | FRA França        |
| 5                 | CAN Canadá        |
| 6                 | RUS Rússia        |
| 7                 | KOR Coreia do Sul |
| 8                 | MEX México        |
| 9                 | GBR Grã-Bretanha  |
| 10                | TPE Taipé Chinês  |
| 11                | RSA África do Sul |
| 12                | EST Estônia       |

## Quadro de medalhas
| Ordem | País             | Medalha de ouro | Medalha de prata | Medalha de bronze |   |
| ----- | ---------------- | --------------- | ---------------- | ----------------- | - |
| 1     | JPN Japão        | 1               | 1                |                   | 2 |
| 2     | CHN China        | 1               |                  |                   | 1 |
| 3     | GBR Grã-Bretanha |                 | 1                |                   | 1 |
| 4     | BRA Brasil       |                 |                  | 2                 | 2 |
| TOTAL | TOTAL            | 2               | 2                | 2                 | 6 |